# Entephria ruficinctata
Entephria ruficinctata là một loài bướm đêm trong họ Geometridae.